# Burnout 2: Point of Impact
Burnout 2: Point of Impact es la secuela de Burnout. Fue creado por Criterion Games y publicado por Acclaim. Lanzado en octubre de 2002 para la PlayStation 2 y más tarde lanzado para la Nintendo GameCube y la Xbox entre abril y mayo de 2003, respectivamente, además la versión de Xbox incluye nuevas características.

## Modo de juego
La característica principal de Burnout 2 es de recorrer las diferentes pistas que se incluyen, ya sea en competencia contra la computadora o contra otros jugadores en línea, y solo. Las pistas incluyen tráfico, rutas complejas y obstáculos que hacen difícil recorrerlas a altas velocidades. Para mantenerse en primer lugar puedes usar el turbo, el cual se obtiene a partir de manejar en sentido contrario o dando saltos desde las rampas que aparecen en las pistas.
El juego incluye los siguientes modos de juego: 
- Crash: En este modo tienes que causar los suficientes daños a tus oponentes para obtener más puntos y así ganar.

El videojuego contiene algunos glitches tal como "El glitche de teletransporte", que sucede cuando el auto sale de los límites de la carretera en la montaña el cual termina volando a la intemperie, y el glitche del "Trailer volador" el cual sucede en el modo "Crash" cuando la parte frontal de un tráiler se voltea en un ángulo de 90° y se vuelve aerotransportado.
La versión de Xbox, subtitulado Developer's Cut, viene con 21 nuevas carcasas. Además se incluye el modo Xbox Live en línea leaderboard, el cual fue el primer videojuego de Burnout en ser en línea. Las versiones para Game Cube y PS2 también incluyen los autos modificados, pero no tiene la opción de cambiar de color, ni el modo en línea.

## Lanzamiento
Para promocionar el juego, Acclaim se ofreció a pagar todas las multas por exceso de velocidad en el Reino Unido. Por su puesto el gobierno reaccionó de manera negativa, y por lo tanto el plan fue cancelado.

## Recepción
El juego recibió buenas calificaciones por parte de Metacritic 89%, 88%, y 86% para las versiones de Gamecube, Xbox, y PlayStation 2 respectivamente.IGN llamó al videojuego "Una excelente secuela, en todos sentidos. Mejor apariencia, prolongado, más rápido, profundo, y que además florece con mejores modos de juego verdaderamente impresionantes". GameSpot dijo: "La inclusión del multijugador lo hace merecedor para los fans de videojuegos de carreras. Igual GameSpy dio su crítica: "Si "Gran Turismo 3" es Dom Perignon, Burnout 2 es Jack Daniels. Mientras Dom puede ser un gran tipo, personalmente prefiero pasar el tiempo con Jack". Refiriéndose a los respectivos diseñadores de los videojuegos.

## Banda sonora
Burnout 2: Point of Impact fue el último videojuego desarrollado por Acclaim Entertainment, así mismo el último en contener una banda sonora por Stephen Root. La banda sonora solo contiene música, es decir, no se incluye a ningún artista musical como en las entregas posteriores. Una de las canciones más reconocidas de la saga, es el tema principal de esta entrega. Estas canciones también forman parte de la banda sonora de Burnout Paradise a excepción de "The Miracle Mile".
| Música                        | Incluida en:                                   |
| ----------------------------- | ---------------------------------------------- |
| Bulldozer Blues               | Interstate Loop 88 Interchange                 |
| Backlash                      | Airport Terminal 1 & 2 Airport Terminal 3      |
| A Photograph                  | Palm Bay Heights                               |
| Bridge the Gap                | Palm Bay Marina                                |
| Panic Attack                  | Sunrise Valley Downtown Sunrise Valley Springs |
| Pass Me By                    | Big Surf Grove Big Surf Shores                 |
| Burnout Theme (Destroyer Mix) | Ocean Sprint                                   |
| The Miracle Mile              | Heartbreak Hills                               |
| Childish Games                | Crystal Summit                                 |
| Dark Moon Rising              | Freeway Dash                                   |